# Ormesberga kyrka
Ormesberga kyrka är en kyrkobyggnad i Ormesberga i Växjö stift. Kyrkan är försam,ingskyrka i Öjaby församling och ligger i ett kuperat landskap norr om Växjö och Helgasjön.

## Kyrkobyggnaden
Nuvarande kyrkobyggnad föregicks av en träkyrka.
Kyrkan som är uppförd i sten har byggts i etapper; långhuset  med den rakslutande korväggen i  öster är från senare delen av 1600-talet. Sakristian belägen vid norra sidan av långhuset tillkom troligen under 1700-talet. Tornet i väster uppfördes  1840 och ersatte en tidigare fristående klockstapel.  Tornbyggnaden är byggd i tidstypisk  nyklassicistisk  stil med en sluten lanternin krönt av ett kors. I öster finns ett gravkor som tillbyggdes under början av 1700-talet av häradshövding   Johan Nyman på Svanås säteri. 
Interiören är av salkyrkokaraktär.Över kyrkorummet välver sig ett innertak av typ trätunnvalv. Koret fick sin nuvarande utformning vid den inre restaureringen 1882-83.

## Inventarier
- Ludvig Frid, känd kyrkomålare, har skapat altartavlan som tillkom 1882 och har motivet Jesu uppståndelse.  Tavlan flankeras av  pilastrar   vars krön är prydda med urnor.
- Altarring med svarvade balusterdockor utförd  1882.
- Den äldre predikstolen daterat till 1625 som föregick den befintliga nyklassicistiska från 1840 är idag deponerad på  Smålands museum. Vid restaureringen 1882 fick den nya predikstolen ljudtak.
- Epitafium  som har sin plats på norra långväggen över dörren till sakristian.
- Dopfunten av sandsten  tillkom omkring år 1200.
- Sluten bänkinredning.
- Orgelläktare med målningar i speglarna av Hans Brachwagen  1751.
- Storklockan är från 1642 och lillklockan från 1673.

## Orgel
- Den första orgeln byggdes 1787 av Olof Schwan, Stockholm, och hade 7 1/2 stämmor.
- 1907 byggdes en ny orgel av Emil Wirell, Växjö med 7 stämmor.
- 1959 års orgel från A. Mårtenssons orgelfabrik, Lund. Orgeln är mekanisk. Fasaden från 1787 års orgel är kvar.

| Huvudverk I   | Svällverk II      | Pedal      | Koppel |
| Rörflöjt 8´   | Gedackt 8´        | Subbas 16´ | I/P    |
| Principal 4´  | Nachthorn 4´      | Borduna 8´ | II/P   |
| Blockflöjt 2´ | Kvintadena 4´     | Oktava 4´  | II/I   |
| Mixtur 3 chor | Principal 2'      |            |        |
|               | Larigot 1 1/3'    |            |        |
|               | Crescendosvällare |            |        |